# Boelvar Dmitrija Donskogo
Boelvar Dmitrija Donskogo (Russisch: Бульвар Дмитрия Донского uitspraakⓘ) is een station aan de Serpoechovsko-Timirjazevskaja-lijn van de Moskouse metro. Het is het eerste Moskouse metrostation dat buiten de MKAD is gebouwd.

## Geschiedenis
De bouw van het station begon halverwege de jaren negentig van de twintigste eeuw maar na korte tijd stopgezet in verband met gebrekkige bekostiging. Tot de herfst van 2001 verliep de bouw, van vooral de geboorde tunnels vanaf Annino, bijzonder traag. Eind 2001 werd het project weer voortvarend opgepakt en een jaar later, op 26 december 2002 kon het zuidelijke eindpunt van de lijn geopend worden. Hetzelfde gebrek aan bekostiging leidde in 1999 tot een plan voor “lichte metrolijnen” waarmee bestaande metro eindpunten met buurten aan de buitenzijde van de MKAD verbonden zouden worden. Het concept “lichte metro” hield in dat kortere metro's op bovengrondse trajecten, waardoor op bouw- en onderhoudskosten bespaard zou worden, de reizigers naar de klassieke metrolijnen zouden aan en afvoeren. Nog tijdens de afbouw werd het ontwerp aangepast waarbij aan de buitenkant aan beide zijden perrons werden gepland voor de “lichte metro”. Deze perrons hebben de stationsnaam Oelitsa Starokatsjalovskaja gekregen. Dat deel is in 2003  geopend als noordelijke eindpunt van lijn L1, de enige gebouwde lijn van het “lichte metro” project. Na het afblazen van het ”lichte metro” project werd het lijnnummer L1 tot 2016 gehandhaafd. Het concept van de “lichte metro” had tot gevolg dat de doorgaande sporen ten zuiden van het station onderdeel zijn geworden van lijn 12 en de metro's van de Serpoechovsko-Timirjazevskaja-lijn worden gekeerd op twee kopsporen met kruiswissel (zwart op de plattegrond) tussen de sporen door Boetovo (licht blauw op de plattegrond). Deze kopsporen worden ook gebruikt voor klein onderhoud aan de metro's. Technisch is lijn 12 gebouwd volgens de standaard metronormen zij het met kortere perrons en er zijn ook wissel tussen de beide lijnen zodat het mogelijk zou zijn om lijn 9 verder naar het zuiden te laten rijden. Alle wissels en kopsporen bevinden zich formeel binnen station Boelvar Dmitrija Donskogo.

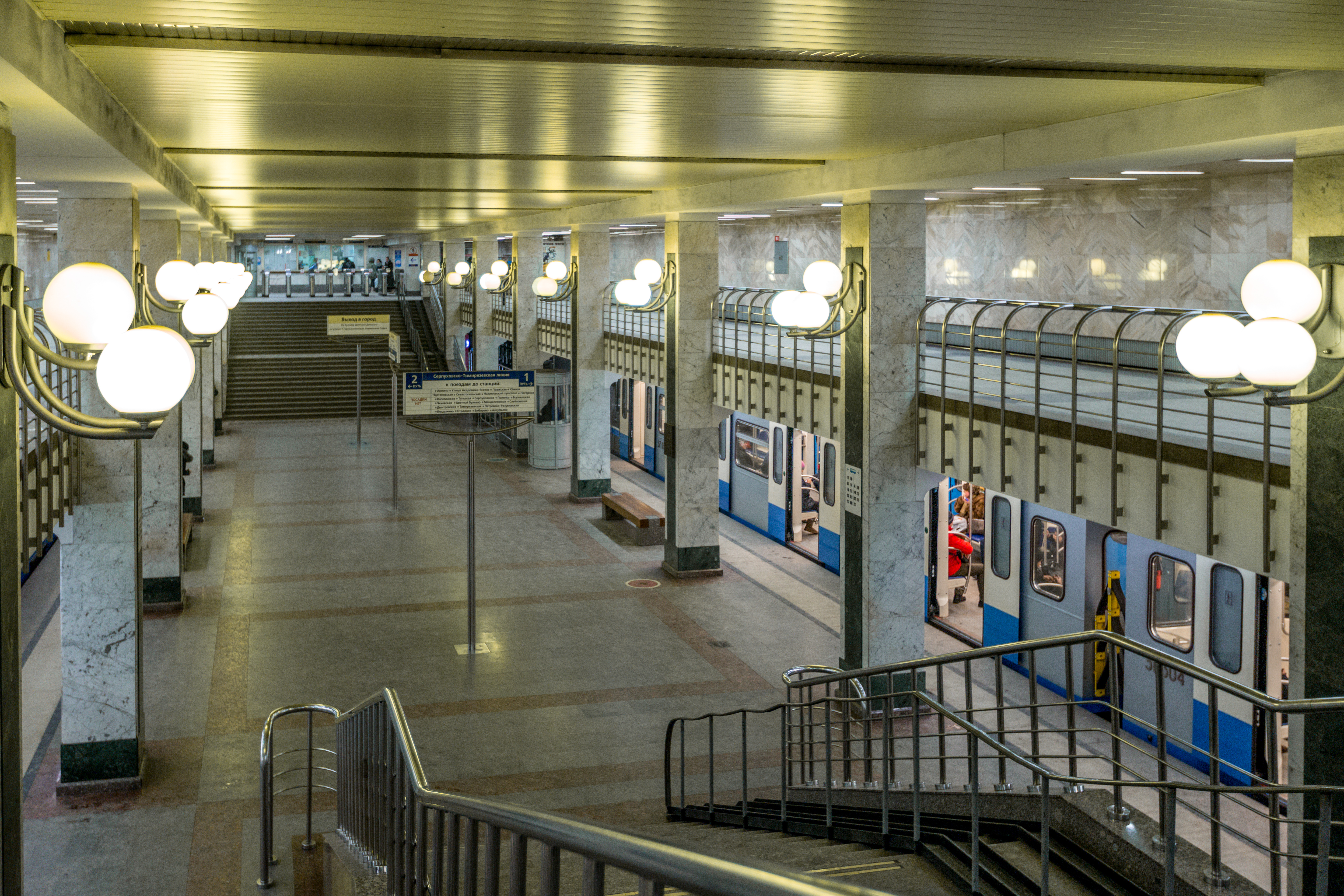
De perronhal
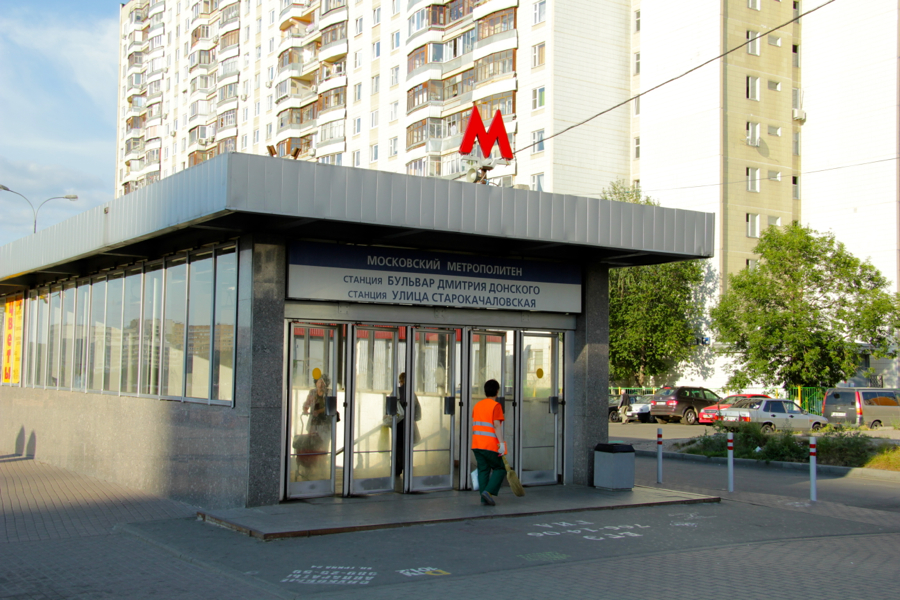
Het toegangsgebouw
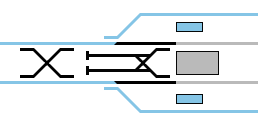
De plattegrond van beide stations, het noorden is rechts

## Ontwerp en inrichting
Het perron ligt op 10 meter diepte onder de Boelvar Dmitrija Donskogo tussen de Starokatsjalovskaja Oelitsa aan de noordkant en de Oelitsa Grina aan de zuidkant. Toen het station in de nadagen van de Sovjet-Unie werd ontworpen was er nog geen sprake van een “lichte metro” maar zou het station het in 1984 geannexeerde Boetovo een aansluiting op de metro bieden. Het ondiep gelegen zuilenstation kent veel standaard onderdelen en lijkt in veel opzichten op het eerste Moskouse metrostation Komsomolskaja. De balkons boven de sporen zijn bij Komsomolskaja echter smaller en worden daar ook niet door de zuilen ondersteund. Het station lijkt, binnen de voormalige Sovjet-Unie, nog het meest op Naoekova van de Charkovse metro. De balkons verbinden de beide verdeelhallen en bieden ook toegang tot de perrons van Oelitsa Starokatsjalovskaja. In het midden van het perron zijn trappen naar de balkons zodat overstappers meteen bij de trappen naar lijn 12 uitkomen. De noordelijke verdeelhal biedt, ondanks de ligging bij de Starokatsjalovskaja Oelitsa,  alleen toegang tot de Serpoechovsko-Timirjazevskaja-lijn en de balkons. De zuidelijke verdeelhal biedt toegang tot beide lijnen en de balkons. De tunnelwanden en de wanden langs de balkons zijn bekleed met wit koelga-marmer met een plint van zwart renaissancegraniet. De zuilen zelf hebben een voet van zwart renaissancegraniet daarboven zijn ze bekleed met wit carrara-marmer en groen Verde Guatemala. De verlichting wordt verzorgd door buislampen boven de perronrand en lampen boven aan de zuilen. De vloeren bestaan uit rood, grijs en zwart graniet dat in patronen gelegd is. Omdat de “lichte metro” als een apart vervoermiddel werd gezien moest voor een overstap van of op de Boetovskaja-lijn opnieuw betaald worden en tot oktober 2013 stonden er dan ook poortjes tussen de beide lijnen. Ondanks dat de Boetovskaja-lijn sindsdien als gewone metrolijn, binnen het eenheidstarief,  wordt gezien en in 2016 ook lijnnummer 12 kreeg is de aanduiding L1 bij de overstappunten nog steeds op de borden te zien.

## Reizigersverkeer
De Boetovskaja-lijn werd een jaar na het station geopend en sindsdien kunnen de reizigers naar het zuiden overstappen, zoals het “lichte metro” project bedoeld was. In 2014 werd de Boetovskaja-lijn aan de noordkant doorgetrokken naar het zuidelijke eindpunt van de Kaloezjsko-Rizjskaja-lijn zodat ook in die richting overgestapt kan worden. Op even dagen kunnen de reizigers vanaf 5:43 uur de mero nemen. Op oneven dagen doordeweeks is het eerste vertrek om 6:02 uur en in het weekeinde om 6:06 uur.